# بحيرة قناديل
بحيرة قنديل البحر في اللغة البالاوية Ongeim'l Tketau باللغة الإنجليزية Jellyfish Lake هي بحيرة من المياه ماء مسوس تقع في جزر بالاو الوقعة في غرب أرخبيل كارولين في المحيط الهادئ . تمثل مجموعة حيواناتها بشكل ملحوظ 10 ملايين قنديل البحر والتي كانت قادرة على التكاثر في غياب الحيوانات المفترسة . ظهروا هناك عبر نفق مسدود الآن يربطه بالمحيط.

## الحيوانات البرية

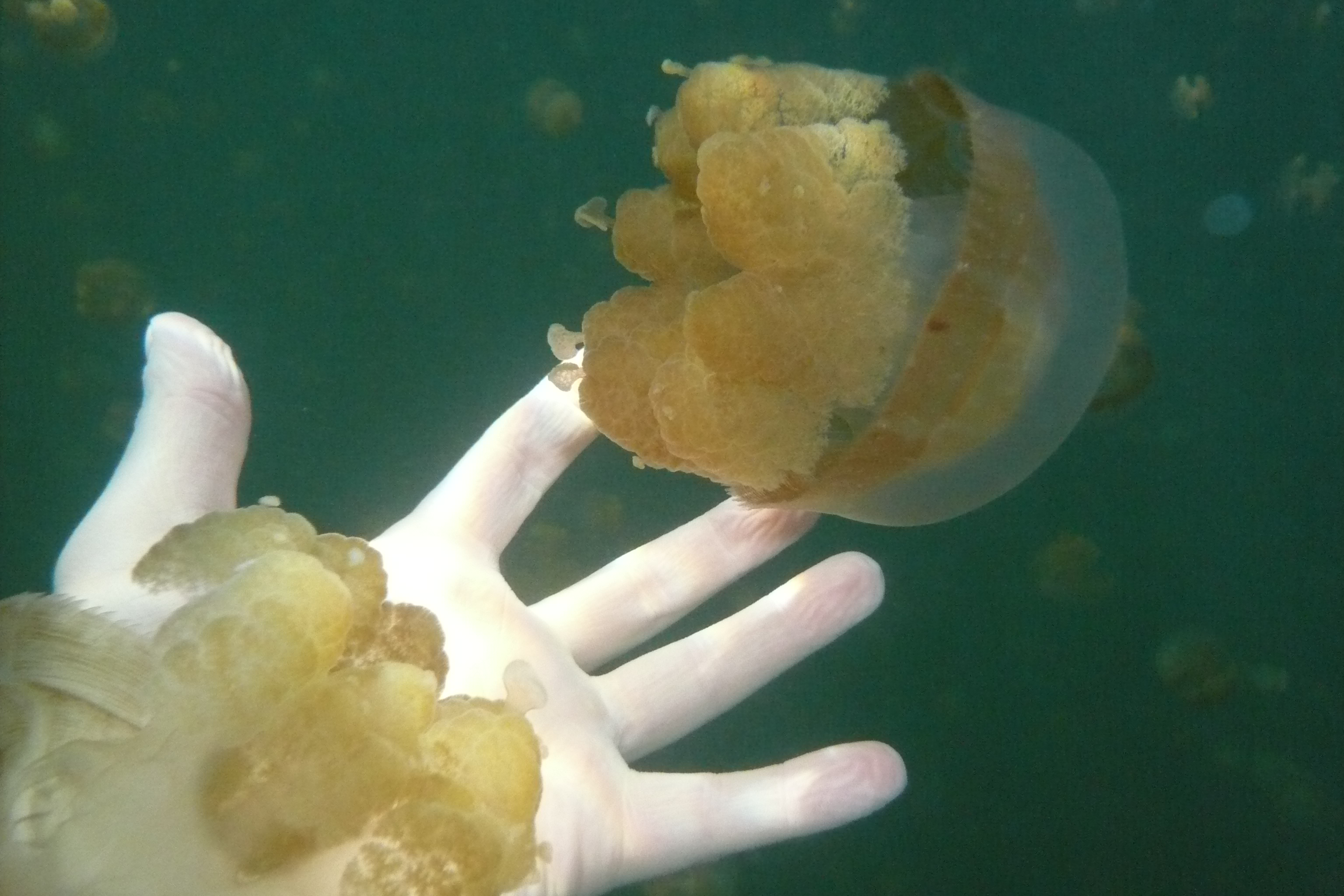
بحيرة قنديل البحر

خلافًا للاعتقاد الشائع، لم تفقد قنديل البحر خلاياها اللاذعة بسبب عدم وجود مفترسات، لكنها مع ذلك غير ضارة لأن الخلايا العينية صغيرة نسبيًا وبالتالي لا يمكن اكتشاف اللدغات على الجلد. لا يتردد العديد من السباحين المحليين والسياح في السباحة بين قناديل البحر.
في الليل، ينزل قنديل البحر إلى طبقة من الماء مركزة في كبريتيد الهيدروجين يتراوح عمقها بين خمسة عشر وعشرين مترًا. يحظر الغوص في البحيرة من ناحية لتجنب إزعاج قنديل البحر ومن ناحية أخرى لتقليل مخاطر التسمم بكبريتيد الهيدروجين.

## معرض الصور

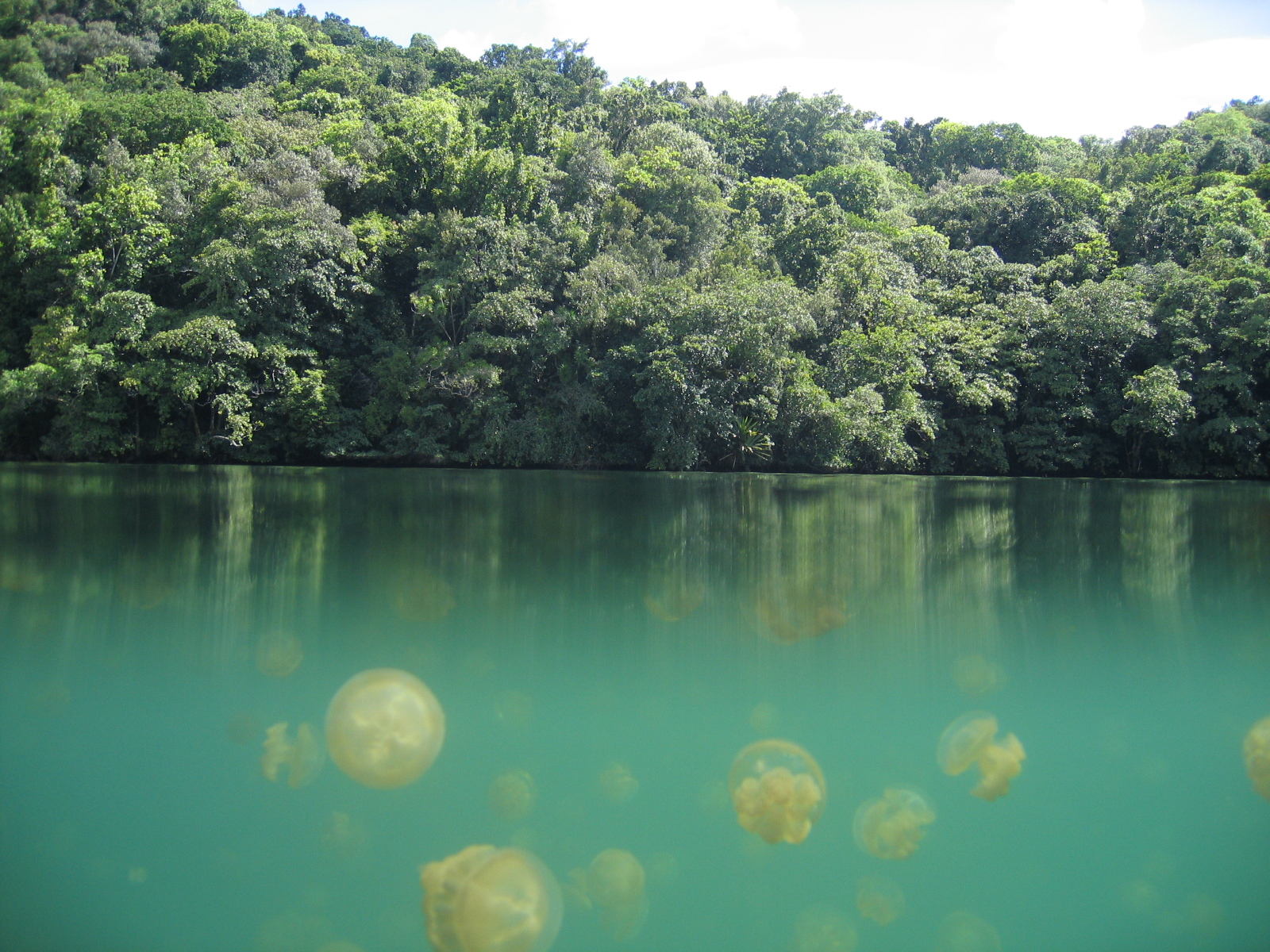

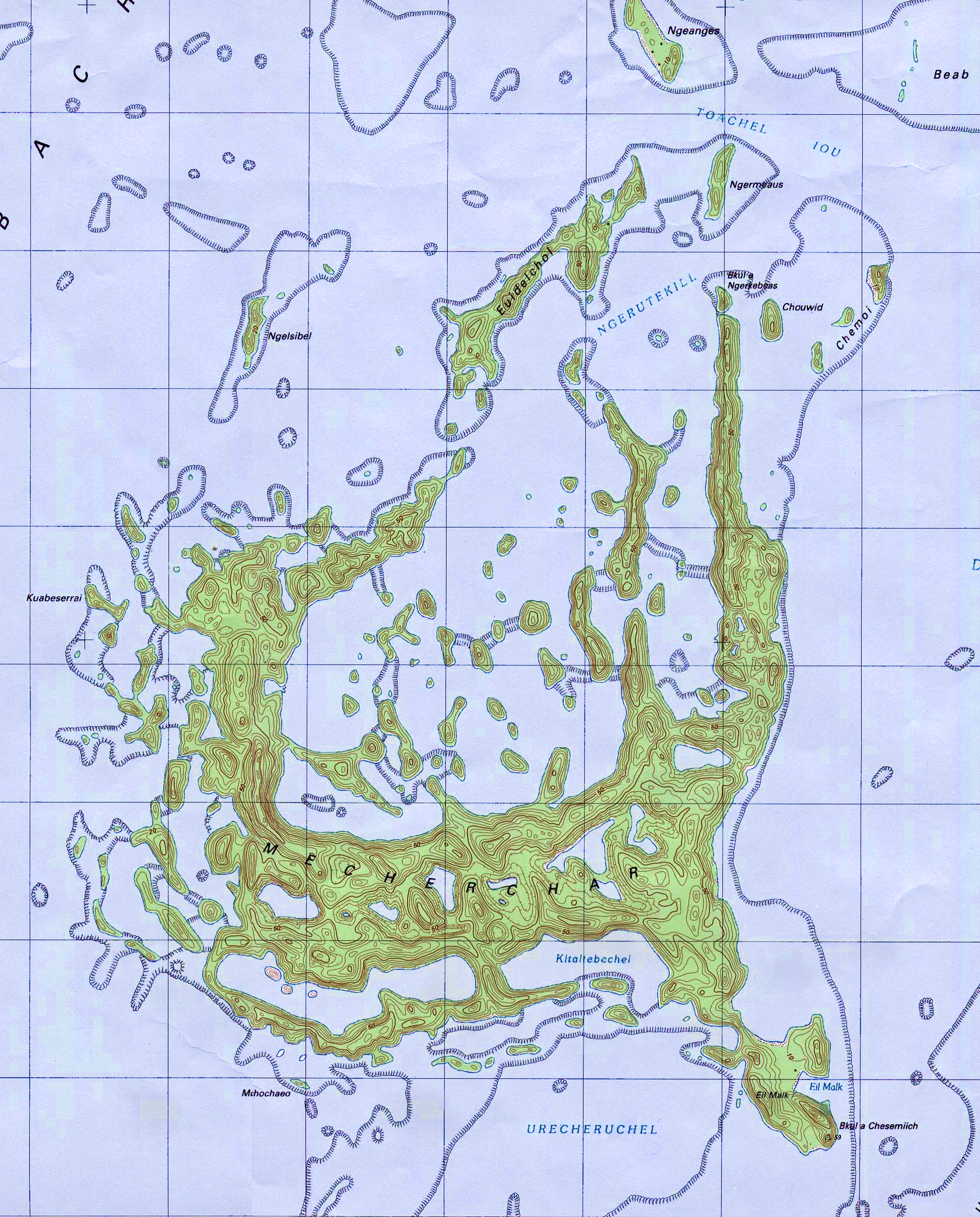

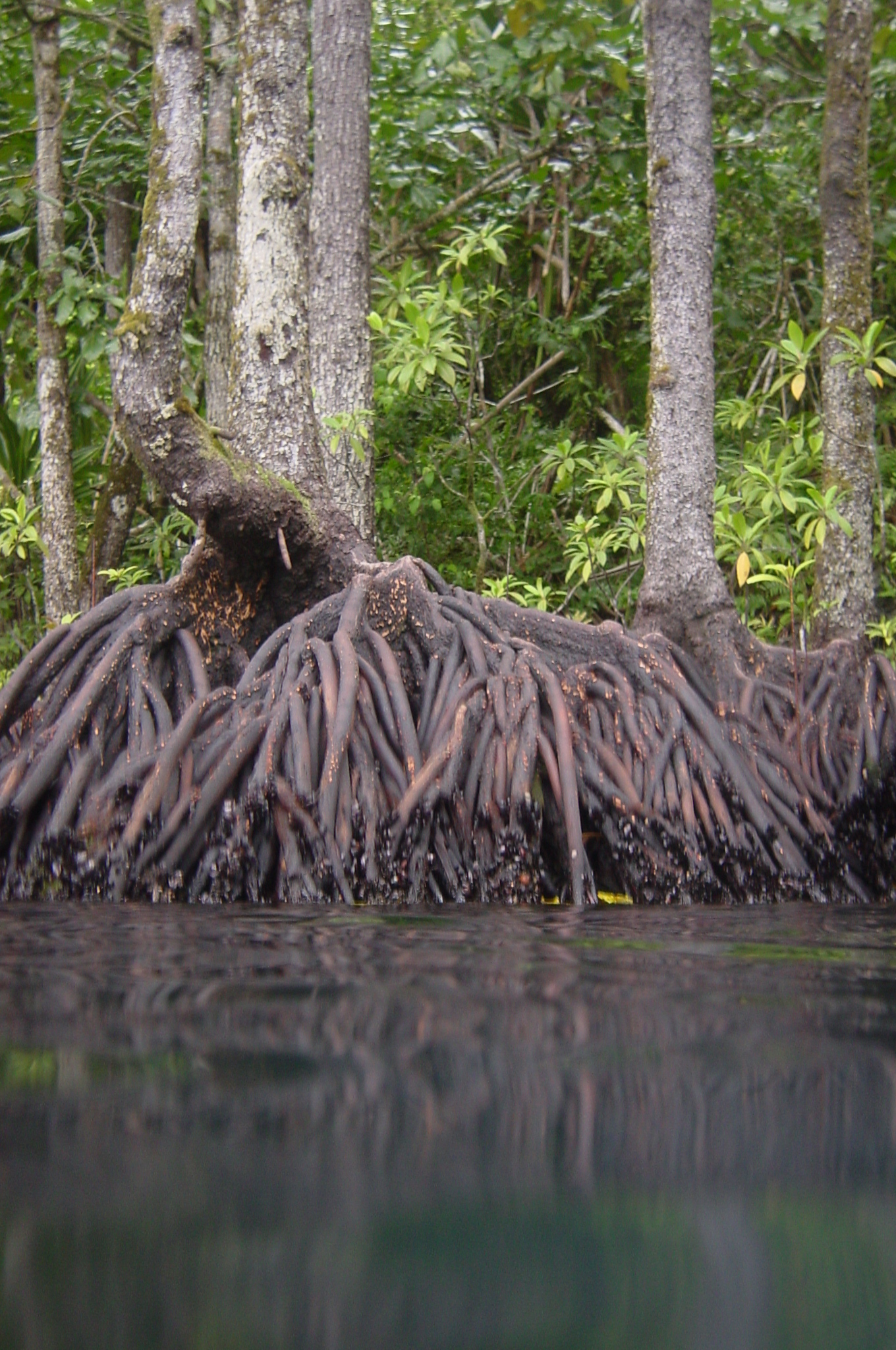
أشجار أيكة ساحلية

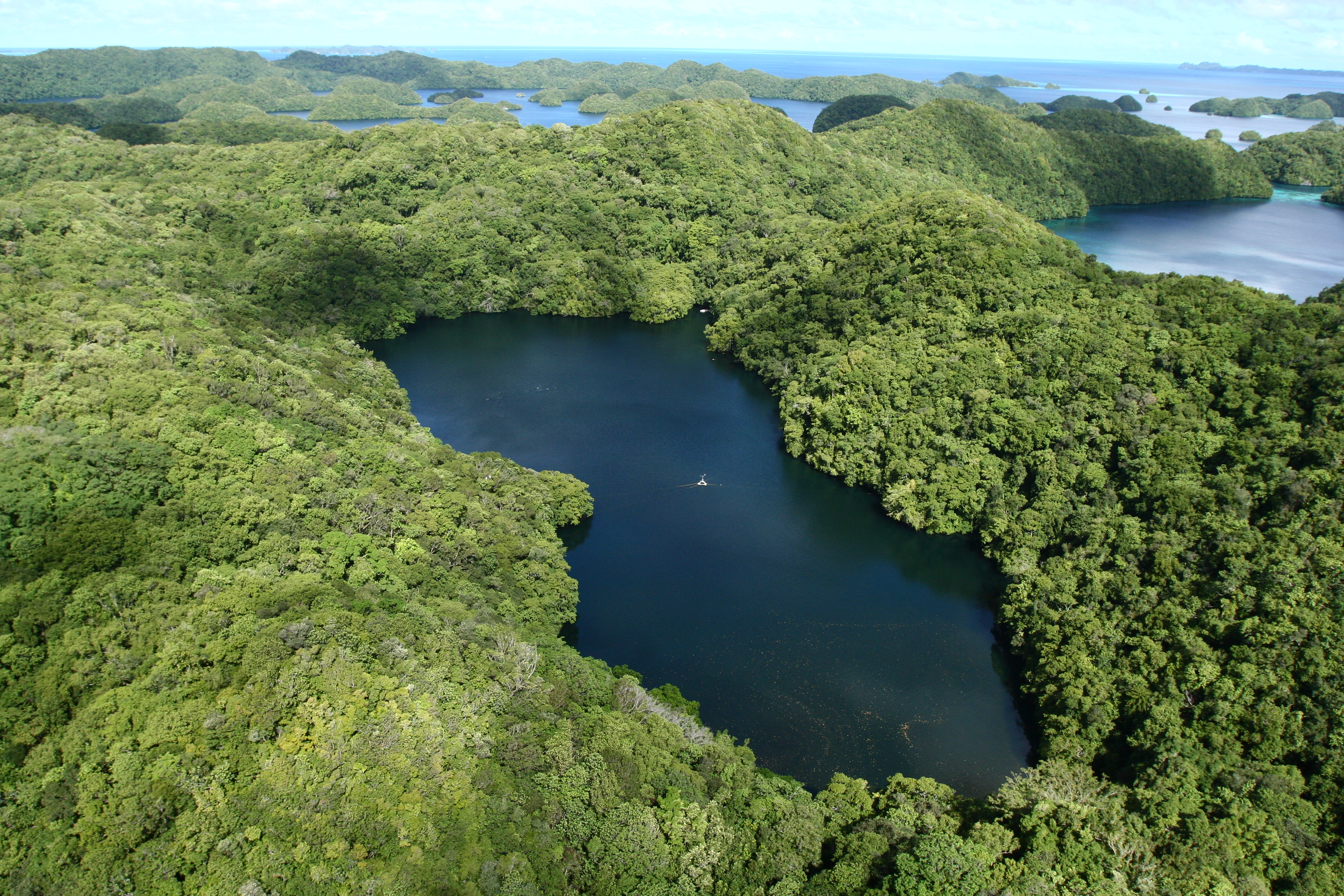

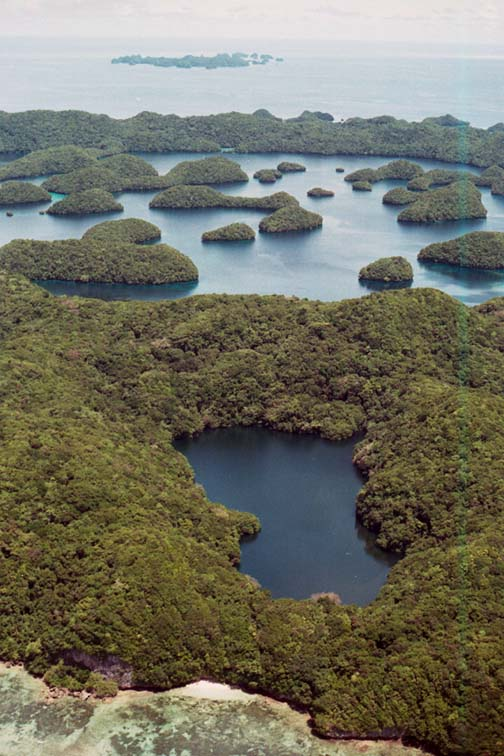

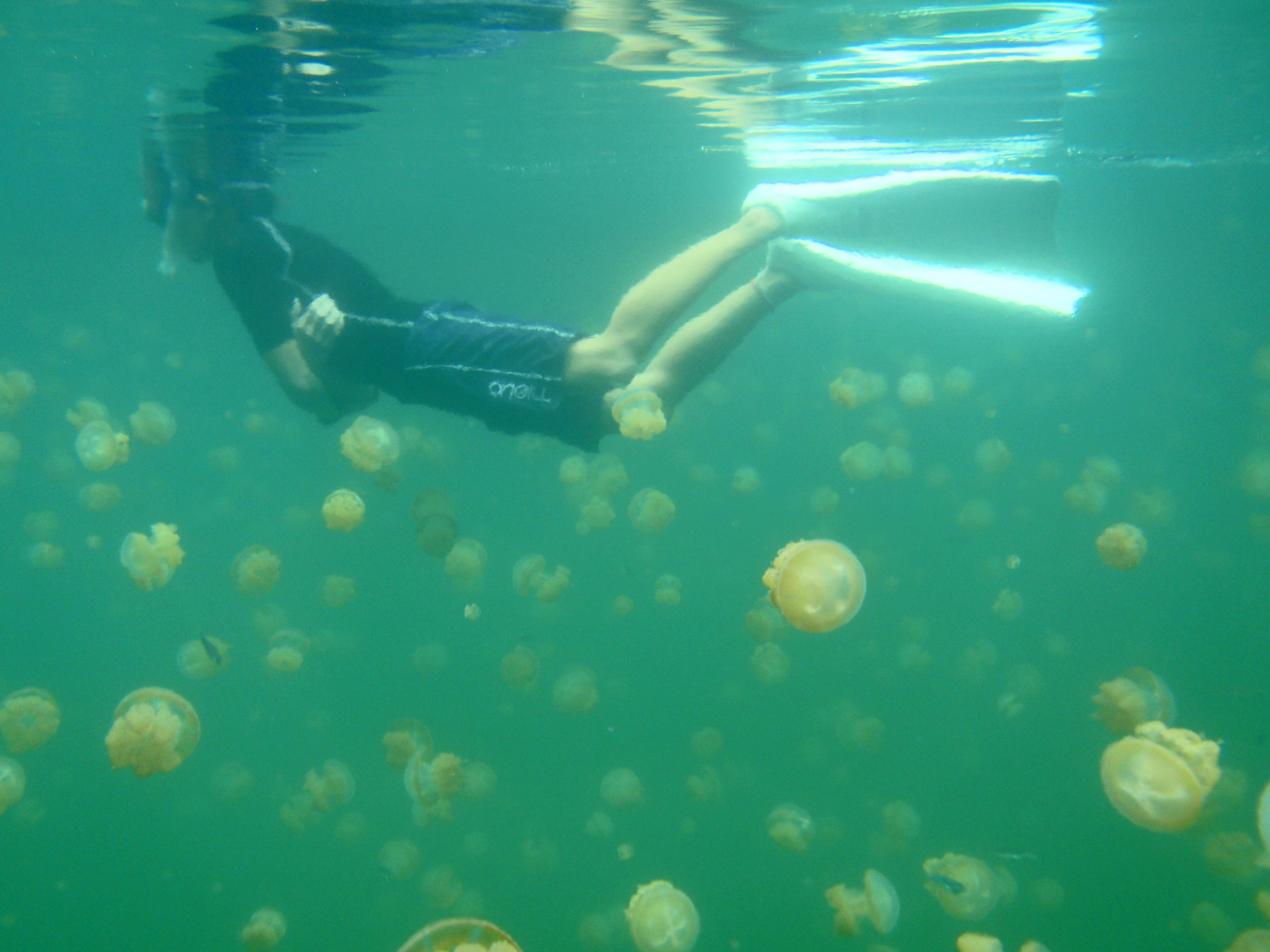
السباحة في بحيرة قنديل البحر.